# Kupong

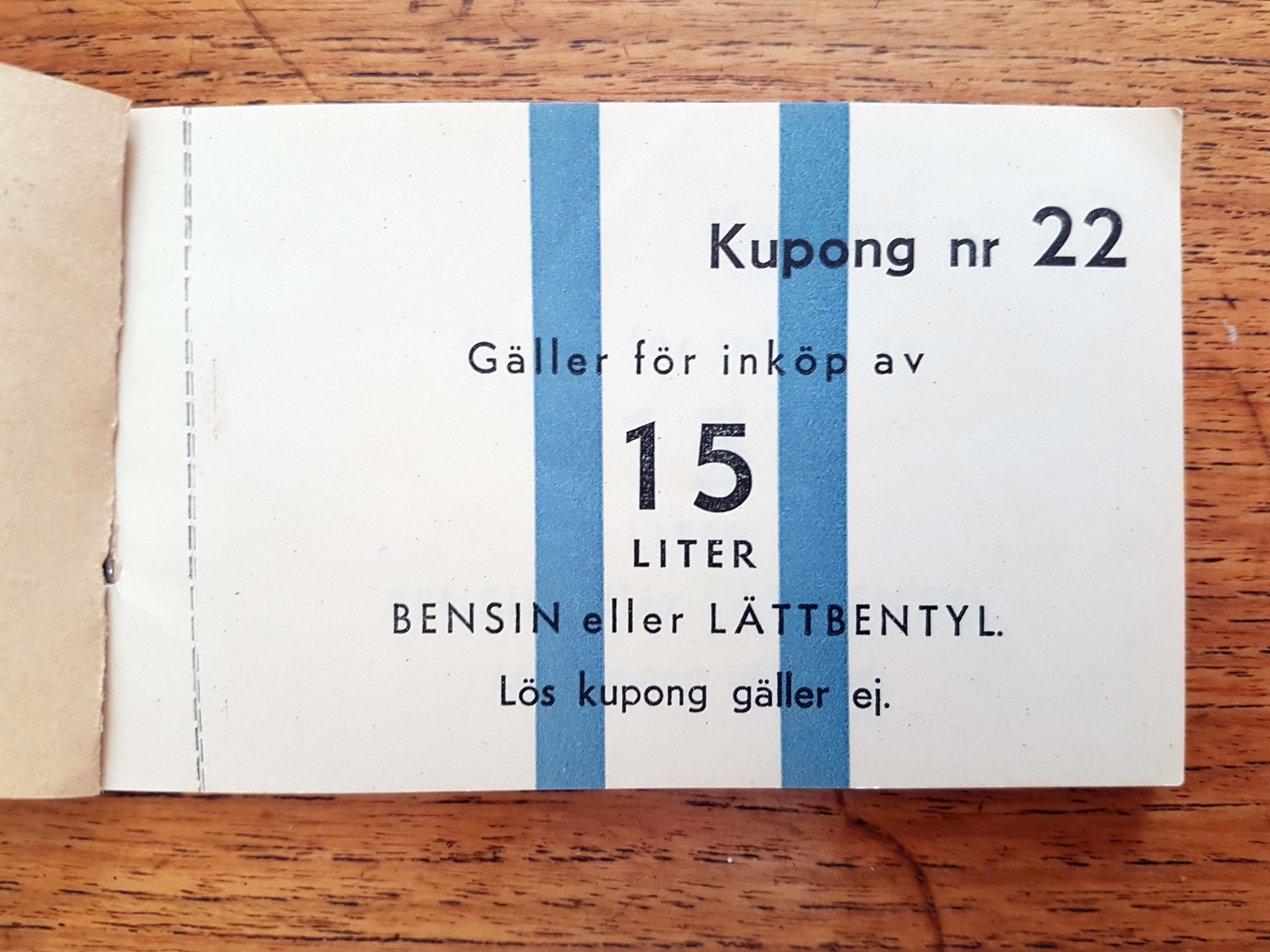
Bensinkupong vid ransonering.

En kupong syftar ursprungligen på en del som går att avskilja från ett ark eller häfte för att användas till något ändamål. Ordet är belagt i svenskan sedan 1831 och kommer av franska coupon med betydelsen stuvbit, biljett eller kupong.

## Utdelning på värdepapper
Tidigare var ägaren av exempelvis obligationer berättigad till utdelning genom de kupongark som bifogades till värdepapperna.
Kupongräntan är den ränta som bestämmer hur stora kupongutbetalningarna ska vara, vilket är lika med kupongens värde dividerat med det nominella beloppet. Kupongräntan är inte detsamma som marknadsräntan.

## Färdbevis
Färdbevis kan ibland köpas i häften, som ger rätt till visst antal resor. De kan då kallas kuponger. Sådana förekom till exempel under lång tid vid Göteborgs spårvägar.[källa behövs] Även Storstockholms Lokaltrafik har använt sig av kuponger som färdbevis.

## Inträde
Kuponger kan också ge rätt till visst antal inträden till någon offentlig nyttighet, till exempel ett bad. Ett alternativ är klippkort.

## Rabattkupong
Rabattkupong är en fysisk eller digital kupong som används vid köp och ger köparen rabatt på priset.

## Restaurangbesök

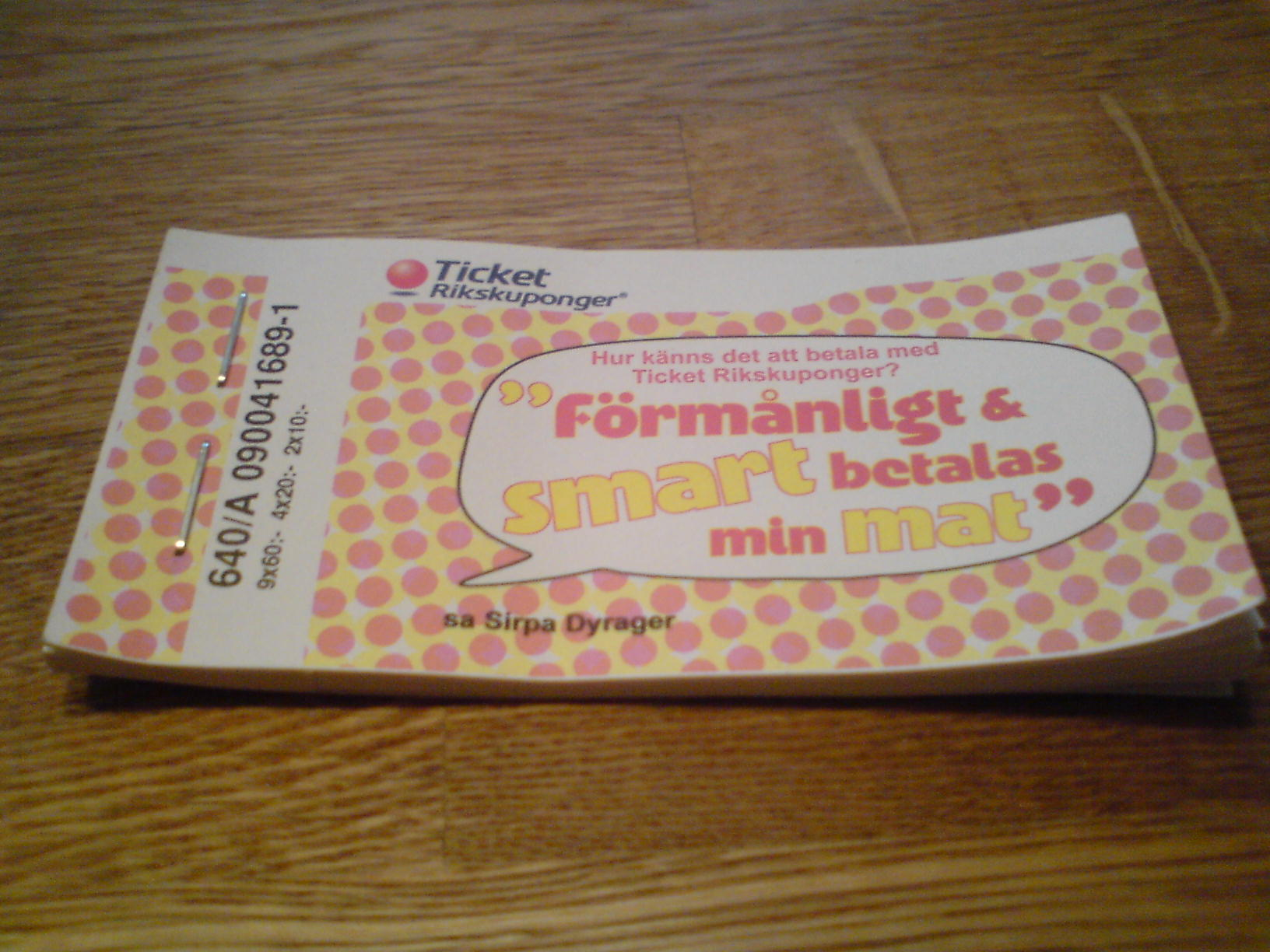
Rikskuponger.

Vid vissa restauranger kan man förköpa ett visst antal måltider, ofta lunchmåltider, till ett nedsatt pris. Det finns också måltidskuponger som säljs av arbetsgivarna till reducerat pris. En tidigare spridd men avvecklad måltidskupong är Rikskuponger.